# Bismarck, Illinois
Bismarck är en ort i Vermilion County i delstaten Illinois, USA.